# Véradás

Véradást jelölő piktogram

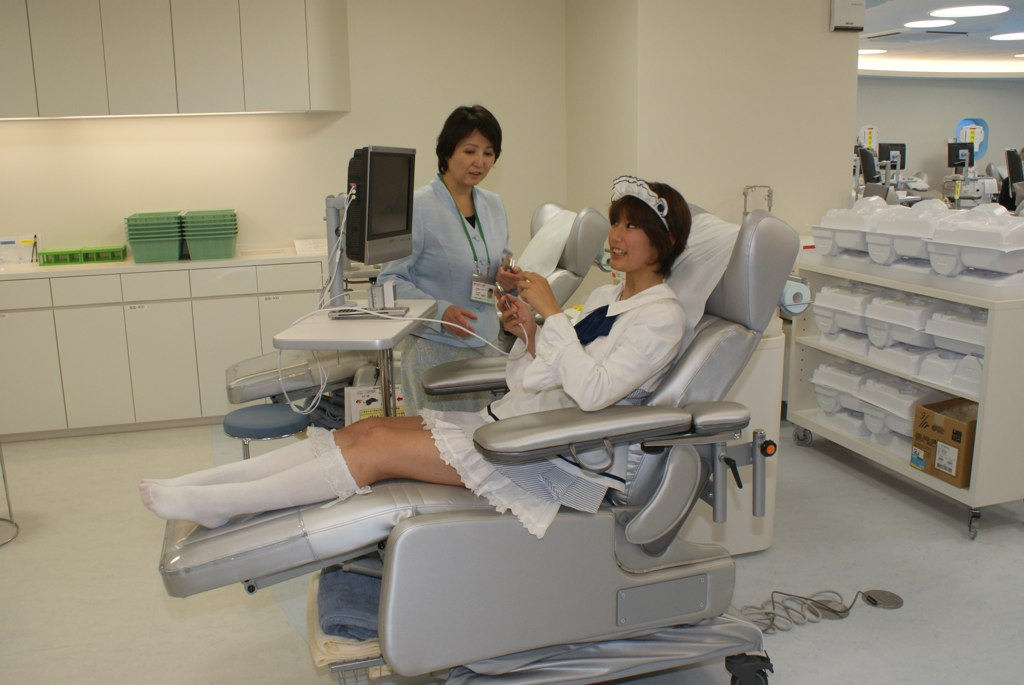
Véradásra berendezett helyiség

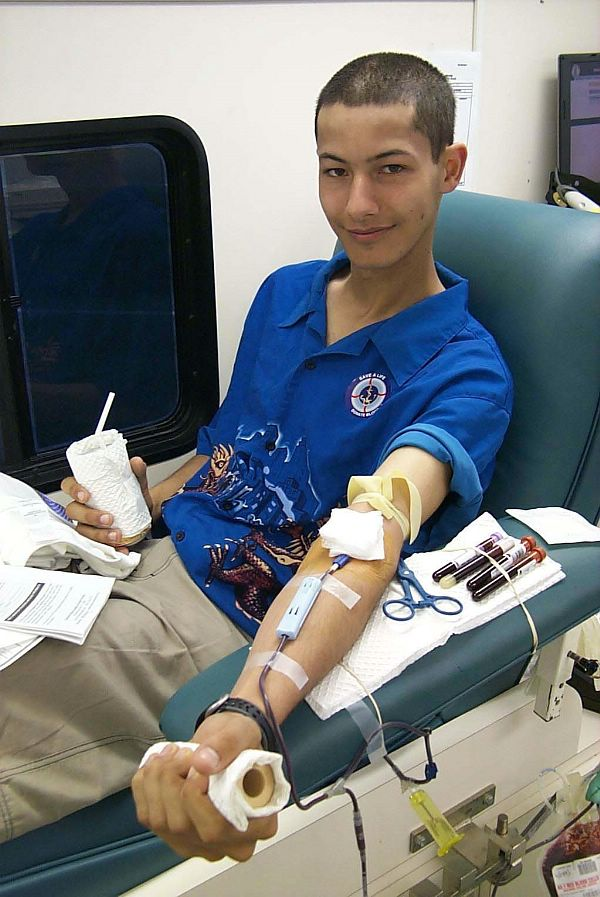
Véradás közben

A véradás önkéntes véradóktól – előzetes orvosi vizsgálat után –, orvosi felügyelet alatt a nagyobb műtétekhez, bizonyos életmentő kezelésekhez szükséges vérátömlesztéshez, terápiás vérkészítmények előállításához és a további feldolgozáshoz szükséges vér vagy vérösszetevő levétele. A teljes véradás alkalmával steril vérvételi zsákba, üreges tű segítségével 4,5 deciliter teljes vért, valamint a vér vizsgálatához szükséges néhány kémcsőnyi mennyiséget vesznek le. A művelethez használt egyszer használatos eszközöktöl a véradó nem fertőződhet meg. A zsákban a vér alvadását gátló és a vérsejteket tápláló oldat van (ACD – savanyú-citrát-dextróz – vagy CPD/citrát-foszfát-dextróz. (Ezeknek adeninnel történt kiegészítése nem hozott átütő sikert. A tartós konzerválás glicerines átitatás utáni mélyfagyasztással, krioprotekcióval érhető el.) Vérvétel közben a vért tartó lapot általában folyamatosan billegtetik a tökéletes keveredés érdekében.
Magyarországon a véradás szervezése, a véradók (donorok) toborzása és megtartása hazánkban a Magyar Vöröskereszt feladata, amelynek során együttműködik az Országos Vérellátó Szolgálattal, valamint más társadalmi szervezetekkel. A véradás speciális formája az aferézises vérvétel eljárás, vagyis a vér bizonyos alkotórészeinek szeparálása, csak annak a levétele a véradótól.
Vérvételt csak az Országos Vérellátó Szolgálat, illetve a vele erre megállapodást kötött kórházi vértranszfúziós osztályok végezhetnek.

## Speciális véradások
Plazmaferézis: A plazmaferézis emberi vérplazma nyerésére szolgáló eljárás, amely tisztított plazmakészítmények előállításához szolgál alapanyagul. Egy speciális, biztonságos készülék segítségével kizárólag plazma levételére kerül sor, a sejtkomponenseket a véradó (donor) visszakapja, miközben minimális mennyiségű véralvadásgátló anyag (nátrium-citrát) is bekerül a szervezetébe, ám az rendkívül gyorsan elbomlik, így hatása megszűnik. Egy alkalommal maximum 800 ml plazma levétele történik, amit a szervezet 72 órán belül pótolni képes.
Vérlemezke-ferézis: Ennek során a donor véréből csak a vérlemezkéket vonják ki. Teljes vért vesznek le a donortól, amit egy gép alkotóelemeire választ szét, elkülöníti a vérlemezkéket, majd a vér többi összetevőjét visszajuttatja a véradónak, aki a ferézis során a vére jelentős részét visszakapja, így egy alkalommal 8-10-szer annyi vérlemezkét adhat, mint amennyit egyszeri teljes véradás során adna. A vérlemezkegyűjtés hosszabb időt, 1-2 órát vesz igénybe, ellentétben a teljes vér 10 perc alatti levételével.
Autológ vérátömlesztés: A folyamat során a vért kapó (recipiens) maga a véradó. Például sebészeti beavatkozás előtt hetekkel részletekben több egység vér levételére kerül sor, amelyeket a műtét alatt vagy után szükség esetén visszakap. Műtét közben, ha a beteg vérzik, a vért össze lehet gyűjteni, mely ugyancsak visszaadható. Ez a vérátömlesztés legbiztonságosabb formája, mivel nem fenyeget a vércsoport összeférhetetlenségének és a vérrel átvihető fertőzések veszélye.
Direkt vagy személyre szóló véradás: Két személy akkor adhat vért egymásnak, ha a recipiens és a donor vércsoportja és Rh-faktora is megegyezik. Vannak recipiensek, akik szeretik tudni, hogy kitől kaptak vért, habár a családtagoktól származó vér nem feltétlenül biztonságosabb, mint egy ismeretlen donor vére. A családtagtól kapott vért a beadás előtt besugarazzák, megelőzve ezzel a graft-versus-host betegséget („vendég a házigazda ellen”), amire rokoni kapcsolat esetén az átlagnál nagyobb esély van.
Őssejtferézis: Őssejtferézis esetén a donor csak őssejteket ad a véréből, annak többi összetevőjét visszakapja. A véradás előtt a donor speciális fehérjeinjekciót (növekedési faktor) kap, mely a csontvelőben serkenti az őssejteket, és azok kijutnak a perifériás vérbe. A donortól teljes vért vesznek le, amit egy gép az alkotóelemeire választ szét, elkülöníti az őssejteket, majd a maradék vért visszajuttatja a donornak.

## A véradás szükségessége
A vér egyelőre nem pótolható, élő anyag. Olyan folyékony szövet, amely sejtekből és egyéb alkotórészekből áll, és mely előállítása a tudomány mai állapota szerint nem lehetséges. Az élet nélkülözhetetlen elemét, emberi vért csak az emberi szervezet képes termelni. Mivel a vér semmivel sem pótolható, és évente 400-500 ezer vérre, vérkészítményre szoruló beteg van, a véradás nélkülözhetetlen a rászorulók gyógyításában, az életmentés során. A levett vért műtéteknél, kezeléseknél vérátömlesztés formájában, és vérkészítmények előállításához használják. A rendszeres, kiegyensúlyozott véradásra azért van szükség, mert a vér tárolása jelentősen korlátozott.

## A véradás egyéni haszna
Biztonságérzet: a véradók a rendszeres orvosi vizsgálatnak köszönhetően túl azon, hogy eleve tudhatják, hogy egészségesek, hamarabb cselekedhetnek, ha bármilyen betegség miatt mégis rendellenes vérképet találnak náluk. A véradók betegségre utaló jelek esetén kérés nélkül is minden esetben kézhez kapják a leleteiket. Kérésre emellett minden további adat rendelkezésükre áll a vérvétel helyén.
Ellenszolgáltatás: a véradás előtt és után szerény étel-italkínálattal, ásványvízzel, teával, üdítővel, kávéval, szendviccsel, kekszekkel segítik a donor biztonságos véradását. Bár a véradásért anyagi ellenszolgáltatás nem jár, 1000 Ft-os étkezési utalvánnyal és apróbb ajándékokkal (csoki, ivólé, apróbb kiegészítők, kitűző stb.) igyekeznek meghálálni a donor önzetlenségét. Az önkéntesség pont a véradás biztonsága miatt elengedhetetlen, így kiszűrhető az egészségi állapot miatt eltiltottak véradása.
Felfrissülés: több véradó is a véradás pozitív hozadékaként tartja számon a véradás után tapasztalható feldobott, egészségtől, erőtől duzzadó állapotot.

## Véradás Magyarországon

### Véradásra alkalmas személyek
Első véradás esetén 18-60 év közötti személy. Rendszeres véradás 65 éves korig, kivizsgáló orvos engedélye alapján e fölött is engedélyezett. 50 kg feletti donor alkalmas az egységnyi mennyiségű (450 ml+10%) teljes vér vagy plazma adására, 50 kg alatt az egy alkalommal levett teljes vér mennyisége nem lehet több mint a becsült vértérfogat 13%-a. A véradás akkor engedélyezhető, ha a szisztolés vérnyomás 180 Hgmm alatt, illetve a diasztolés vérnyomás 100 Hgmm alatt van. A véradás továbbá akkor engedélyezhető, ha a pulzusszám percenként 50-110, és a pulzus szabályos. (Rendszeresen sportolóknál 50/perc alatti érték esetén is engedélyezhető a véradás.) A véradás akkor engedélyezhető, ha az előtte mért hemoglobinérték nőknél 12,5 g/dl (7,4 mmol/l), férfiaknál 13,5 g/dl (8,4 mmol/l) felett van. A hematokritértékre vonatkozó szabály: a véradás engedélyezhető, ha a hematokritérték nőknél 38%, férfiaknál 40% felett van. A teljes vér adása esetén két véradás között legalább 8 hétnek kell eltelnie, de a férfiak maximum ötször, a nők négyszer adhatnak vért egy éven belül.

### Véradásra nem alkalmas személyek
Nem adhatnak vért terhes és szoptató anyák. Szintén időleges kizárás vonatkozik nátha, torokgyulladás, herpesz esetén, kis és nagy műtétek után, malária (ha 3 éven belül voltak tünetei), a sebészi és sugárkezelésben részesült rákos megbetegedések (ha nem telt még el 5 év az utolsó kezelés óta), a nem megfelelően beállított magas vérnyomás, az alacsony vérnyomás, a vérszegénység, bizonyos gyógyszerek, egyes májgyulladásos fertőzések és a közelmúltban történt vérátömlesztés esetén.
A véradásból végérvényesen kizáró állapotok például: vérzékenység, vérképző szervi betegség, hepatitis-B és -C fertőzés, szívbetegség, bizonyos daganatos megbetegedések (leukémia, limfóma, bármely daganatos betegség, amely a kezelés ellenére kiújult, vagy bármikor kemoterápiát igényelt), súlyos asztma, vérzési zavarok, prion betegségek lehetősége, szifilisz, AIDS, vagy HIV-fertőzöttség lehetősége az életmód miatt.

### A véradás menete

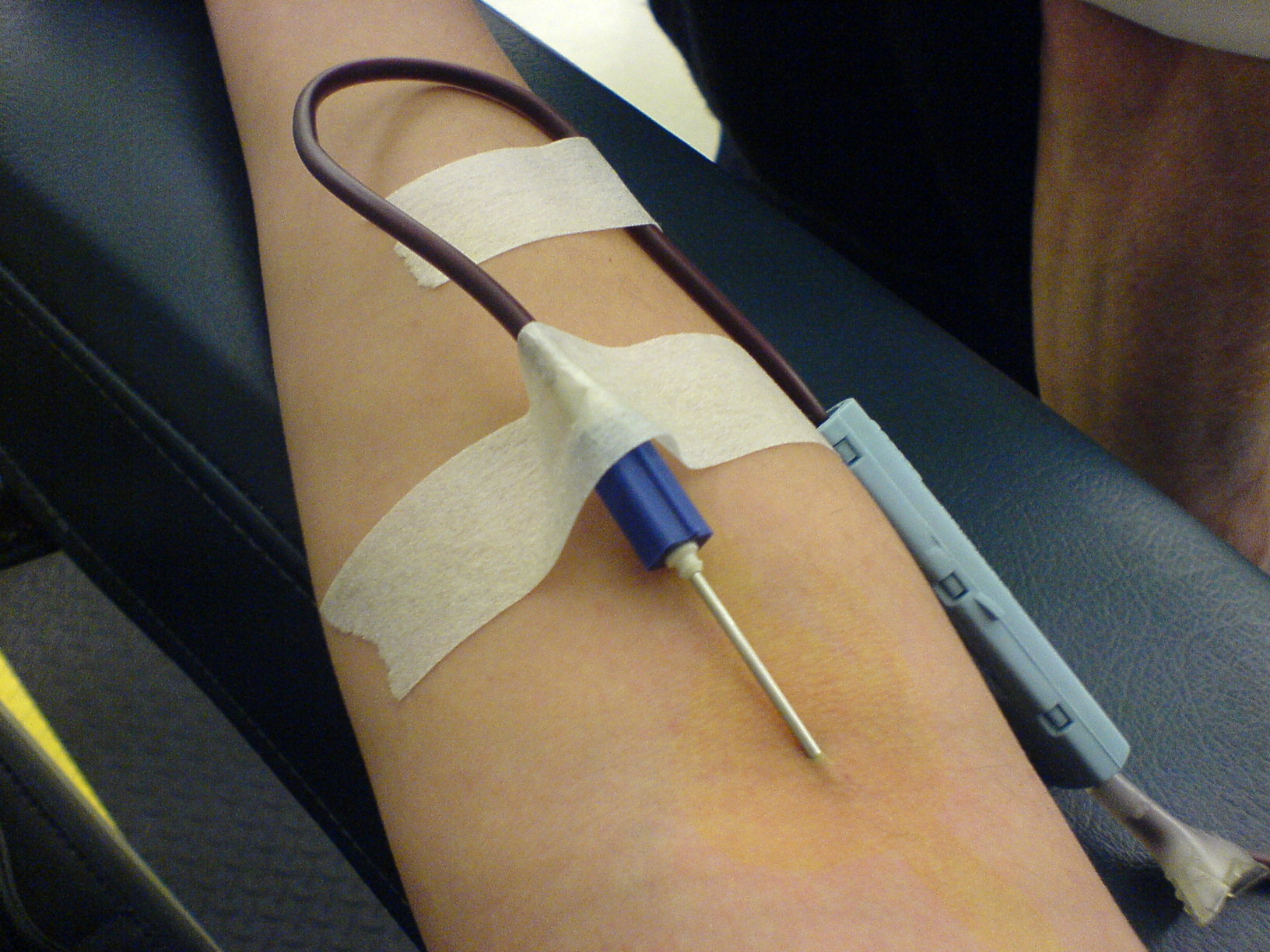
Véradáshoz rögzített tű

A véradáson célszerű bő, feltűrhető ujjú, kényelmes ruha viselete. A vérvétel megkönnyítése érdekében érdemes a bőséges étel-italfogyasztás, melyet a helyben felkínált enni- és innivalókkal is elősegítenek. Kerülni kell a zsíros ételeket, alkoholt, kábítószert nem szabad fogyasztani. Az éhezés és a folyadékhiány rossz általános közérzetet okoz, ráadásul a vérrel legalább 2 dl folyadék távozik. A szervezetben lévő megfelelő folyadékmennyiség az erek teltsége miatt könnyebbé teszi a véna megtalálását, egyúttal a vérvétel is gyorsabb.
A többszörös véradók a véradó-igazolvány leadása mellett igazolják személyazonosságukat. Első véradók a TAJ-kártya, valamint a személyi igazolvány és lakcímkártya leadása mellett feldiktálják adataikat a nyilvántartásba. Minden véradónak először egy adatokat és egészségi állapotára vonatkozó kérdéseket tartalmazó lapot kell kitöltenie, annak alapján az orvos dönt a véradás engedélyezéséről. Eközben javasolt a helyben felkínált teából, vagy üdítőből is fogyasztania, hogy a leadandó folyadékot előre pótolja az adományozó a szervezetében.
Ezt követi a vér hemoglobin (vérfesték) koncentrációjának mérése, és első véradóknál az előzetes vércsoport meghatározás. Az ujjbegyből történő mintavétel előtt 70%-os etanolos vattával alaposan lemossák a mintavétel helyét és környékét, majd az alkohol elpárolgása után steril tűvel apró, gyors szúrást ejtenek. Az ujjbegyből nyert vércsepp mintára helyezésével történik a gyorsteszt elvégzése.
A véradásra való alkalmasságot mindig az orvos helyszíni vizsgálata után engedélyezheti. A leendő véradó részletes kikérdezése – korábbi és jelenlegi betegségeiről, egészségi állapotáról -, és fizikális vizsgálata után az orvos vérnyomásmérésből, szív, tüdő meghallgatásából, a nyaki nyirokcsomók tapintásából, a látható nyálkahártyák megtekintéséből, testsúlymérésből dönt a véradásról. Az orvos engedélye után a véradót egy döntött székbe fektetik, és elkezdődik a vérvétel. A donor aláírásával igazolja, hogy a véradásban részt kíván venni, illetve hozzájárul a személyi és egészségi állapotára vonatkozó adatok felhasználásához.

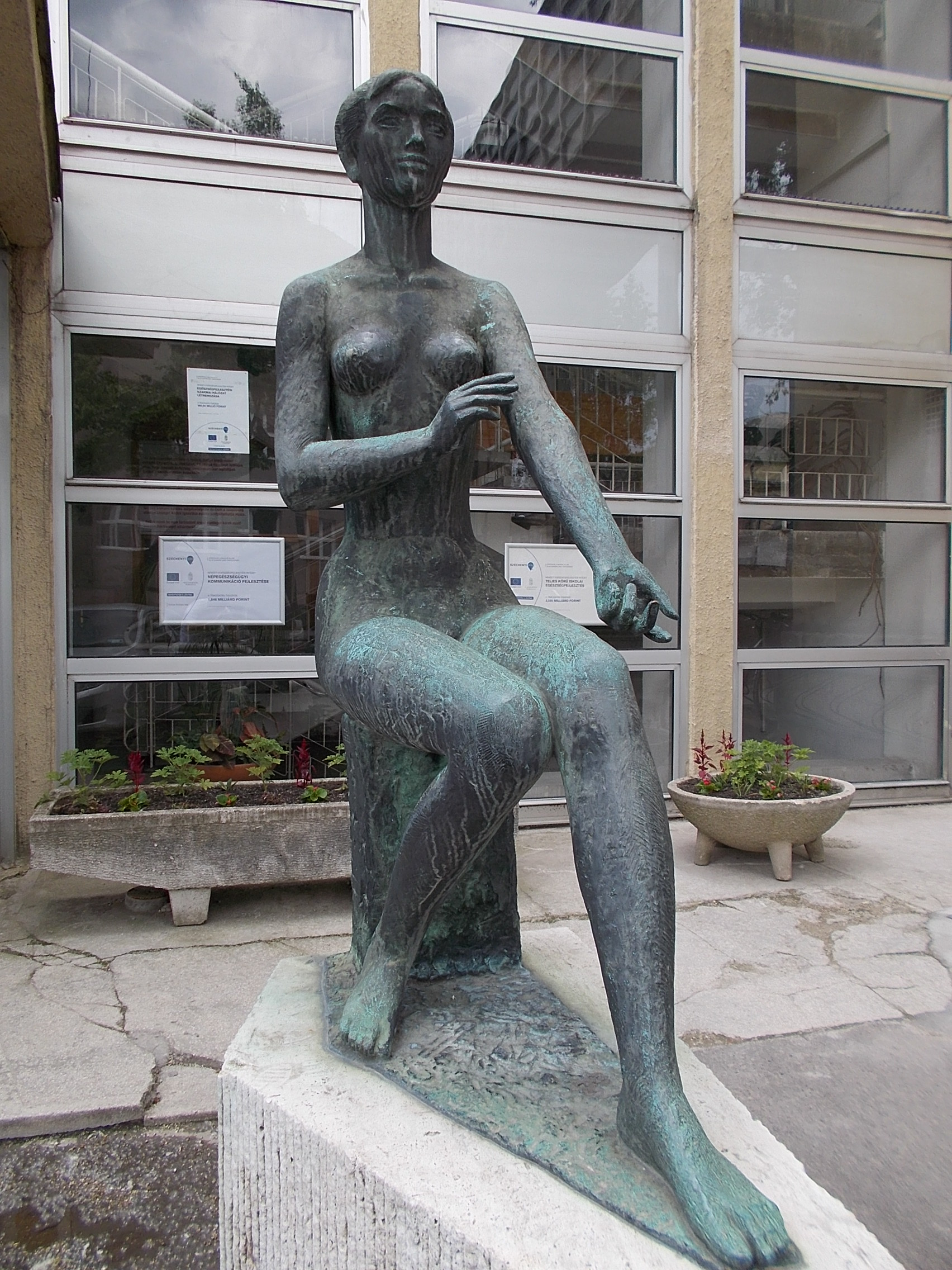
Kiss Kovács Gyula: A véradó szobra (Nemzeti Egészségfejlesztési Intézet. II. számú Országos Gyógyintézeti Központ

A vérvételt végző asszisztensek folyamatosan tájékoztatják a véradót a vérvétel fázisairól. Megkérik a véradót karjának szabaddá tételére, ellazítására. A felkart gumiszalaggal elszorítják, majd néhányszor ökölbe kell szorítania a kezét. A kart esetleg meg is ütögethetik a vénák kirajzolódása végett. Ezek hatására a vénák megtelnek vérrel. A könyökhajlatban, vagy az alkaron megkeresik azt az ép perifériás vénát, ahonnan a vért levehetik. A vérvétel helyét előzetesen minden esetben fertőtlenítik. A bőrfelszín száradását követően egy gyakorlott mozdulattal felhelyezik a vénába a tűt, mely a vérvétel egyetlen, némileg kellemetlen pillanatát jelenti. A tűt ragtapasszal rögzítik a donor karján. A vérvétel fájdalommentes, ideális esetben 5-10 percet vesz igénybe. Közben a véralvadás elkerülése és a zsákban található készítmények és vér keveredése érdekében egy automata a vérgyűjtő zsákot folyamatosan mozgásban tartja. Az asszisztensek folyamatosan felügyelik a véradók állapotát, és ellenőrzik a levett vér mennyiségét. Az automata jelzésére, vagy az egység leérkezésekor eltávolítják a ragtapaszt és a tűt, leragasztják a vérvétel helyét, majd némi pihenés után a donor panaszmentessége esetén megköszönik a véradást, majd újra a fogadóhelyiségbe invitálják a véradót. Itt újra javasolt a felkínált étel-ital fogyasztása az elveszített folyadék és szénhidrát pótlására, majd némi ajándék, étkezési utalvány és a véradó-igazolvány átvétele után távozhat a véradó.
A szokásos véradás kivizsgálással, adatfelvétellel együtt kb. 40 percig tart, amiből maga a vér levétele 5-10 perc.